# Франк Оушън
Кристофър Едуин Броу, по-известен като Франк Оушън, е американски певец, текстописец и рапър. Известен с особения си стил на музика, Оушън започва кариерата си през 2010 г. като текстописец за други изпълнители (т.нар. „писател в сянка“), а от 2011 е член на R'n'B/Rap колектива „Од Фючър“. Издава първия си успешен микстейп, Nostalgia, Ultra през 2012 година, който от своя страна генерира първия му сингъл, достигнал класация.
Дебютният му албум Channel Orange е издаден през юли 2012 година и е приет от критиците възторжено. Албумът достига втора позиция в класацията Билборд 200 и е промотиран чрез 3 сингъла: Thinkin Bout You, Pyramids и Sweet Life. През лятото на 2016 година, след близо 4 години на отменяне на издаване на втори студиен албум, Франк Оушън издава визуалния албум Endless, заедно с отдавна чакания Blond(e), в началото обявен като Boys Don't Cry. Blonde получава позитивни рейтинги и се класира на първо място в класациите на САЩ и Обединеното кралство.

## Биография

### Ранен живот и начало на музикалната му кариера
Роден е на 28 октомври 1987 г. в Лонг Бийч, САЩ. Когато е на 5 години, се премества със семейството си да живее в Ню Орлиънс. Израства около джаз изпълнителите в града. На ранен етап го вдъхновяват албуми на Селин Дион и Анита Бейкър, които той слуша в колата на майка си. Като тийнейджър работи дребни работи из квартала и използвал парите от тях за наемане на студио. През 2005 година се записва в университета на Ню Орлиънс и се нанася в университетското общежитие, но скоро след това идва ураганът Катрина и Франк е принуден да се премести в университета на Луизиана. За тези изживявания Оушън разказва във втория си студиен албум 'Blonde'. Скоро след това Франк се мести в Лос Анджелис с целта да записва музика. Първата му нагласа била да остане само шест седмици, но след установяване на връзки с хора в музикалната индустрия, Оушън удължава престоя си в Л.А. Не след дълго получава оферта за работа като текстописец и започва да работи с изпълнители като Джъстин Бийбър, Бранди, Джон Леджънд, Бионсе, и други. През 2011 г. става част от хип-хоп колектива Odd Future и приятелството му с един от членовете на колектива, Tyler The Creator, отново кара Оушън да търси кариера като певец. По-късно същата година Франк Оушън подписва договор със звукозаписната компания „Деф Джам Рекордингс“ като солов изпълнител.
На 28 февруари 2011 година Франк Оушън издава първия си микстейп, озаглавен Nostalgia, Ultra. Приет е от критиците позитивно. Основни теми в микстейпа са интерперсонални взаимоотношения между хора, вътрешно осъзнаване и изказване на социална позиция. Критиците акцентират върху текстописането на Оушън и го определят като 'различен от останалите съвременни певци'. Микстейпът води до започването на съвместна работа между Франк Оушън, Джей Зи и Кание Уест върху общия им албум Watch The Throne (2011).

### 2012 – 2014: Първи албум
През 2012 излиза първият албум на Франк Оушън, озаглавен "Channel Orange", който е приет позитивно от критиците отново. Печели шест награди „Грами“ и е описан като албум, който мести жанра R'n'B в нова посока. Песните в албума се открояват с ярка социална позиция, сюжет и силен привкус на хип-хоп, соул и р'н'б. Най-много внимание получават песните, свързани с несподелена любов, заради потвърждаване от самия Франк Оушън, че първата му любов е мъж. Това от своя страна генерира голям медиен интерес и е сравнявано с удара върху културата, който Дейвид Бауи е направил през 1972 г., когато публично се обявява за бисексуален. Channel Orange дебютира на второ място на Билборд 200 и продава 131 хиляди копия само за първата седмица. На 30 януари 2014 албумът е сертифициран със злато от асоциацията на звукозаписната индустрия в Америка. Към септември същата година албумът е генерирал общо 621 хиляди продадени копия. Следват много турнета и изпълнения по големи фестивали като Lollapalooza и Coachella.

### 2015-Настояще: Следващи албуми
През февруари 2013. Франк Оушън обявява, че работи по втори студиен албум. Също така разкрива, че работи върху албума заедно с Tyler, The Creator и Pharrell Williams. По-късно потвърждава, че е вдъхновен от The Beatles и The Beach Boys, последвано от твърдението, че планува да запише част от албума в Бора Бора.
На 10 март 2014, Оушън пуска песента Hero като безплатна за сваляне в платформата Soundcloud. Песента е колаборация с Diplo, Mick Jones и Paul Simonon като част от серията на Converse – Tрима изпълнители, една песен.
През април 2014 певецът обявява, че албумът е почти готов. На 29 ноември 2014 Франк пуска превю на нова песен в официалния си tumblr профил.
На 6 април 2015 той обявява, че продължението на Channel Orange ще бъде пуснато юли месец същата година с „две версии“. В крайна сметка, обаче, албумът така и не излиза без дори и обяснение за закъснението и отлагането. Първоначално името на албума е трябвало да бъде 'Boys Don't Cry'.
През февруари 2016 Франк Оушън участва в песента Wolves от седмия студиен албум на Кание Уест, The Life Of Pablo. Месец по-късно Уест редактира песента и частта на Франк е отделена и записана в траклиста на албума като самостоятелна песен под заглавието „Песента на Франк“ (Frank's Track).
На 1 август 2016, в приблизително 3 часа сутринта, видео стрийм, спонсориран от Apple Music, започва да се излъчва на официална сайт на Оушън. Стриймът показва Франк свирейки на различни инструменти, които по-късно става ясно, че са част от визуалния му албум 'Endless', чието времетраене се предполага да е 140 часа. На същия ден много платформи за новини констатират, че 5 август е вероятна дата за излизането на новия албум. На 18 и 19 август започва нов стрийм на сайта на Оушън със завършените песни от визуалния албума Endless, който е последния му за Def Jam Recordings, за да изпълни договра си със звукозаписната компания. Той описва отношенията си с Def Jam като „седемгодишна игра на шах“.
На 20 август 2016 в Apple Music е качено видео към първата песен от албума, наречена Nikes. Вторият студиен албум на Франк Оушън Blond(e) излиза на 20 август 2016 г. след 3 години отлагания и премествания на датите без обяснение за просрочването.
На 24 февруари 2017 г. Калвин Харис пуска нова песен от новия си пети студиен албум, която включва Франк Оушън и американското хип-хоп трио Мигос. Франк е кредитиран като допълнителен изпълнител и текстописец на песента. Франк Оушън прави примиера на Slide в първия епизод от собственото си радио шоу в платформата Apple Music под името Blonded.
На 10 март 2017 г. Франк Оушън излъчва втори епизод от своето радио шоу където дебютира първия си сингъл след Blonde и първия си сингъл като самостоятелен изпълнител за 2017 година. Песента се казва Chanel и в нея той разказва за бисексуалността си, която е била главна тема в първия му студиен албум.
В следващите два епизода на шоуто си, Оушън дебютира още две песни, като първата е Biking, песен за зен-будистките учения и кармата, заедно с Tyler, The Creator и Jay Z, което е едно от малкото на брой негови появи в песни през последните години.
В следващия епизод на шоуто се появява третия му сингъл за 2017, което го прави по-активен за 4 месеца отколкото между годините 2013 – 2016.
Третият му сингъл се казва Lens и има две версии, едната е солова версия, а другата има допълнителен куплет от Травис Скот.
На 15 май 2017 Франк Оушън пуска в платформите Spotify и Apple Music солова версия на песента Biking, която излиза през март 2017.
През 2017 година Франк Оушън участва в тринайсетия студиен албум на Джей Зи, 4:44, в четвъртия студиен албум на негов близък приятел и бивш съквартирант, Tyler, The Creator и втория мисктейп на рап колектива ASAP, Cozy Tapes Vol 2: Too Cozy. На 28 август издава нов сингъл, отново чрез радио предаването си за Apple Beats 1, Blonded.

## Правни проблеми
На 31 декември 2012 година полицейски патрул спира Франк Оушън заради превишена скорост. При претърсване на колата му полицаите откриват няколко грама марихуана. Глобяват го за притежание на марихуана, каране с изтеклна книжка и затъмнени прозорци.
През януари 2013 Франк Оушън влиза в премеждия с Крис Браун заради място за паркиране пред звукозаписно студио в Холивуд. Местната полиция споделя, че Крис Браун е под разследване, описвайки инцидента между певците като „нападение“, заради това, че Браун удря Оушън с юмрук. Оушън казва, че няма да повдигне обвинения, въпреки че Крис Браун го е заплашил с пистолет, а някой от приятелите на Браун го е нарекъл с хомофобска обида. Франк Оушън говори за това премеждие в песента Sunday от албума на Earl Sweatshirt, Doris.
През лятото на 2016 бащата на Франк Оушън завежда дело за $14 милиона, заради поста на Франк в профила му в Tumblr, в който разказва за първия път, в който той чул някой да нарича транссексуален мъж 'педал'. Бащата на Франк Оушън казва, че този пост е повлиял негативно върху шансовете му за актьорско и професионално развитие. Година по-късно Франк отказва да се яви в съда и настоява баща му да поеме таксите за наемане на съд и насрочване на дело.

## Дискография
Студийни албуми
- Channel Orange (2012)
- Blond(e) (2016)

Миксирани ленти
- Nostalgia, Ultra (2011)

Сингли
- Novacane (2011)
- Swim Good (2011)
- Thinkin Bout You (2012)
- Pyramids (2012)
- Lost (2012)
- Super Rich Kids (2013)
- Chanel (2017)
- Biking (featuring Tyler The Creator и Jay-Z) (2017)
- Lens (2017)
- Lens (featuring Travis Scott) (2017)
- Biking (solo) (2017)
- Provider (2017)